# Торренс (озеро)
То́рренс (англ. Lake Torrens) — второе по величине солёное бессточное рифтовое озеро Австралии, в штате Южная Австралия, расположенное в 345 км к северу от Аделаиды. Указанная площадь озера весьма условна, так как за последние 150 лет оно полностью заполнялось водой лишь один раз. Площадь поверхности — 5698 км². Высота над уровнем моря — 28 м.
Озеро открыто Эдвардом Эйром в 1839 году, последующие 20 лет считалось, что озеро Торренс — огромное мелководное солёное озеро в форме подковы, окружающее северные хребты Флиндерс и преграждающее путь во внутреннюю часть страны. Первый европеец, преодолевший этот мифический барьер — А. Грегори.
С 1991 года озеро является ядром национального парка «Лейк-Торренс», для прохода в который требуется специальное разрешение.

## Описание
Озеро расположено между плато Аркоона и хребтом Флиндерс, в 65 километрах севернее Порт-Огасты и в 345 километрах севернее Аделаиды. Располагается в пределах одноимённого национального парка. Во время полноводий озеро становится вторым по величине озером континента площадью в 5745 км². Озеро Торренс классифицируется как бессточное.

## История
Примерно 35 000 лет назад вода в озере была слабо солоноватой, однако со временем степень солёности стала возрастать. Коренные жители этих мест — племена арабана к северу, коката к западу и кьюни к востоку. Первым европейцем, увидевшим озеро, был Эдвард Эйр, заметившим солёные залежи с горы Арден, что у залива Спенсера. Эйр назвал озеро в честь полковника Роберта Торренса, одного из основателей колонии Южная Австралия.
Озеро заполнялось водой в 1897 году, а затем снова в апреле 1989. Поверхность озера покрыта тонкой солёной коркой с красно-коричневыми глинами под ней, мягкими и сырыми. По берегам произрастают кустарники, например, марь.